# ناحیه هادسون، شهرستان شارلوا، میشیگان
ناحیه هادسون (به انگلیسی: Hudson Township) یک منطقهٔ مسکونی در ایالات متحده آمریکا است که در شهرستان شارلووی، میشیگان واقع شده‌است.
 ناحیه هادسون  ۶۹۱ نفر جمعیت دارد و ۳۸۳ متر بالاتر از سطح دریا واقع شده‌است.